# Thamnobryum angustifolium
Thamnobryum angustifolium är en bladmossart som beskrevs av Nieuwland 1917. Thamnobryum angustifolium ingår i släktet rävsvansmossor, och familjen Neckeraceae. IUCN kategoriserar arten globalt som akut hotad. Inga underarter finns listade i Catalogue of Life.